# Światowy Alians Kościołów Reformowanych
Światowy Alians Kościołów Reformowanych – wspólnota 214 Kościołów reformowanych wyrosłych na gruncie XVI-wiecznej reformacji, a w szczególności teologii Jana Kalwina. Siedziba organizacji znajduje się w Genewie.
Światowy Alians Kościołów Reformowanych został utworzony w 1970 przez połączenie dwóch innych ciał zrzeszających Kościoły kalwińskie i prezbiteriańskie oraz niektórych Kościołów kongregacjonalnych. Zrzesza 75 mln wiernych w 107 państwach. Poza Kościołami czysto reformowanymi, zrzesza również Kościoły ewangelicko-unijne.
Organizacja ściśle współpracuje z Światową Radą Kościołów.
W czerwcu 2010 nastąpiło połączenie Światowego Aliansu Kościołów Reformowanych z Reformowaną Radą Ekumeniczną w nową organizację: Światową Wspólnotę Kościołów Reformowanych.